# 交道口电影院
交道口电影院是位于北京市东城区交道口东大街的一家电影院。现已无存。

## 简介
1953年，交道口电影院建成，建筑面积2092平方米，座位数量1227个。1957年8月31日至9月7日，在该电影院举办了盛大的“亚洲电影周”。1976年7月，因唐山大地震，该电影院地基下沉。同年9月整修之后，该电影院的座位数量增至1316个。1985年，经国防科工委设计研究所鉴定，该电影院建筑为危房。1987年6月，该电影院停业，1993年4月拆除。原址被改建为东城区图书馆。